# Isoperla karuk
Isoperla karuk är en bäcksländeart som beskrevs av Baumann och Jonathan J.Lee 2009. Isoperla karuk ingår i släktet Isoperla och familjen rovbäcksländor. Inga underarter finns listade i Catalogue of Life.